# Ministerio del Comercio Exterior y la Inversión Extranjera (Cuba)
El Ministerio del Comercio Exterior y la Inversión Extranjera de la República de Cuba, conocido por el acrónimo MINCEX, es uno de los dos ministerios de Comercio de la República de Cuba. El otro es el Ministerio del Comercio Interior.

## Historia
El actual ministerio es el resultado de la fusión de los antiguos ministerios de Comercio Exterior (1961-2009) y de la Inversión Extranjera (1994-2009).

## Ministros
Ministerio de Comercio (1959-1961)
Ministerio de Comercio Exterior (1961-2009) por la creación de la cartera de comercio interior.
En 2009 se fusiona con el Ministerio para la Inversión Extranjera:

### Ministros de Comercio Exterior
- Raúl Cepero Bonilla (1959-1961) - Designado presidente del Banco Nacional de Cuba
- Alberto Mora (1961-1965) - Destituido
- Marcelo Fernández Font (1965-1980)
- Ricardo Cabrisas Ruiz (1980-2000) - Designado ministro de Gobierno (sin cartera)
- Raúl de la Nuez Ramírez (2000-2009) - Fusión ministerial con el Ministerio de Inversión Extranjera.
- Rodrigo Malmierca Díaz (2009-2023) - Designado ministro del Comercio Exterior y la Inversión Extranjera

### Presidentes de la Comisión Nacional para la Colaboración Económica (1967-1976), del Comité Estatal de Colaboración Económica (1976-1994), y del Ministerio de la Inversión Extranjera y la Colaboración Económica (1994-2009)
- Carlos Rafael Rodríguez (1967-1976)
- Héctor Rodríguez Llompart (1976-1985) - Designado presidente del Banco Nacional de Cuba
- Ernesto Meléndez Bach (1985-1996)
- Ibrahim Ferradaz (1996-1999) - Designado ministro de Turismo
- Marta Lomás Morales (1999-2008) - Destituida
- Rodrigo Malmierca Díaz (2008-2009) - Designado ministro de Comercio Exterior y la Inversión Extranjera

- Nota: En 2009 se fusionan el Ministerio de Comercio Exterior con el de Inversión Extranjera.

### Ministro del Comercio Exterior y la Inversión Extranjera
- Ricardo Cabrisas Ruiz  (2023-en el cargo)